# Ротенхайн
Ротенхайн (нем. Rotenhain) — община в Германии, в земле Рейнланд-Пфальц. 
Входит в состав района Вестервальд. Подчиняется управлению Вестербург.  Население составляет 560 человек (на 31 декабря 2010 года). Занимает площадь 4,10 км².